# Polycystis bicurvatus
Polycystis bicurvatus är en plattmaskart som beskrevs av Nasonov 1935. Polycystis bicurvatus ingår i släktet Polycystis och familjen Polycystididae. Inga underarter finns listade i Catalogue of Life.